# Italia ai V Giochi paralimpici invernali
L'Italia ha partecipato ai V Giochi paralimpici invernali di Tignes-Albertville, in Francia (dal 25 marzo al 1º aprile 1992) con una delegazione di 27 atleti in 2 discipline del programma. L'Italia vinse 4 medaglie e chiuse al 16º posto del medagliere.

## Medaglie
| Medaglie | Atleta           | Sport        | Evento                          | Data       |
| -------- | ---------------- | ------------ | ------------------------------- | ---------- |
| Argento  | Bruno Oberhammer | Sci alpino   | Super G B3                      | marzo 1992 |
| Bronzo   | Bruno Oberhammer | Sci alpino   | Slalom gigante B3               | marzo 1992 |
| Bronzo   | Dorothea Agetle  | Sci di fondo | 2,5 km - breve distanza LW10-11 | marzo 1992 |
| Bronzo   | Dorothea Agetle  | Sci di fondo | 5 km - lunga distanza LW10-11   | marzo 1992 |